# Jardín Botánico de La Plata
El Jardín Botánico y Arboretum "Carlos Spegazzini" , se encuentra en la ciudad de La Plata, capital de la provincia de Buenos Aires, Argentina. Tiene una superficie de 2,47 hectáreas, y se ubica entre las calles 116 y 118, la avenida 60 y la diagonal 113.

## Historia
El Jardín Botánico y Arboretum de La Plata fue el primer jardín botánico de la República Argentina, fundado por el botánico y naturalista Carlos Spegazzini en 1891 durante su docencia en la Facultad de Agronomía de La Plata. Las plantaciones originales consistían en especies arbóreas nativas del país, que Spegazzini había coleccionado en sus viajes y conservaba en el jardín de su casa particular en avenida 53 N°477.
Este jardín botánico pertenece a la Facultad de Ciencias Agrarias y Forestales de la Universidad Nacional de La Plata. Dentro del predio funcionan las cátedras de Morfología Vegetal y Sistemática Vegetal, el Instituto de Fisiología Vegetal (INFIVE) y la Escuela Superior de Bosques.

## Colecciones vegetales

Plano del Jardín Botánico de La Plata "Carlos Spegazzini"

A la colección inicial se le incorporaron una cantidad de especies indígenas de Argentina y también otras exóticas. Actualmente cuenta con cerca de 500 formas herbáceas y 679 especies arbóreas (de las cuales 414 son exóticas y 265 nativas). También se cuenta con un herbario con más de 6.000 especies de plantas vasculares que comprende todas las regiones biogeográficas de Argentina, incluyendo a la Provincia Biogeográfica Insular (Islas Malvinas), gracias a 106 ejemplares vegetales traídos en la década de 1970 por el ingeniero agrónomo Milán Dimitri.

### Índice de familias presentes en el arboretum

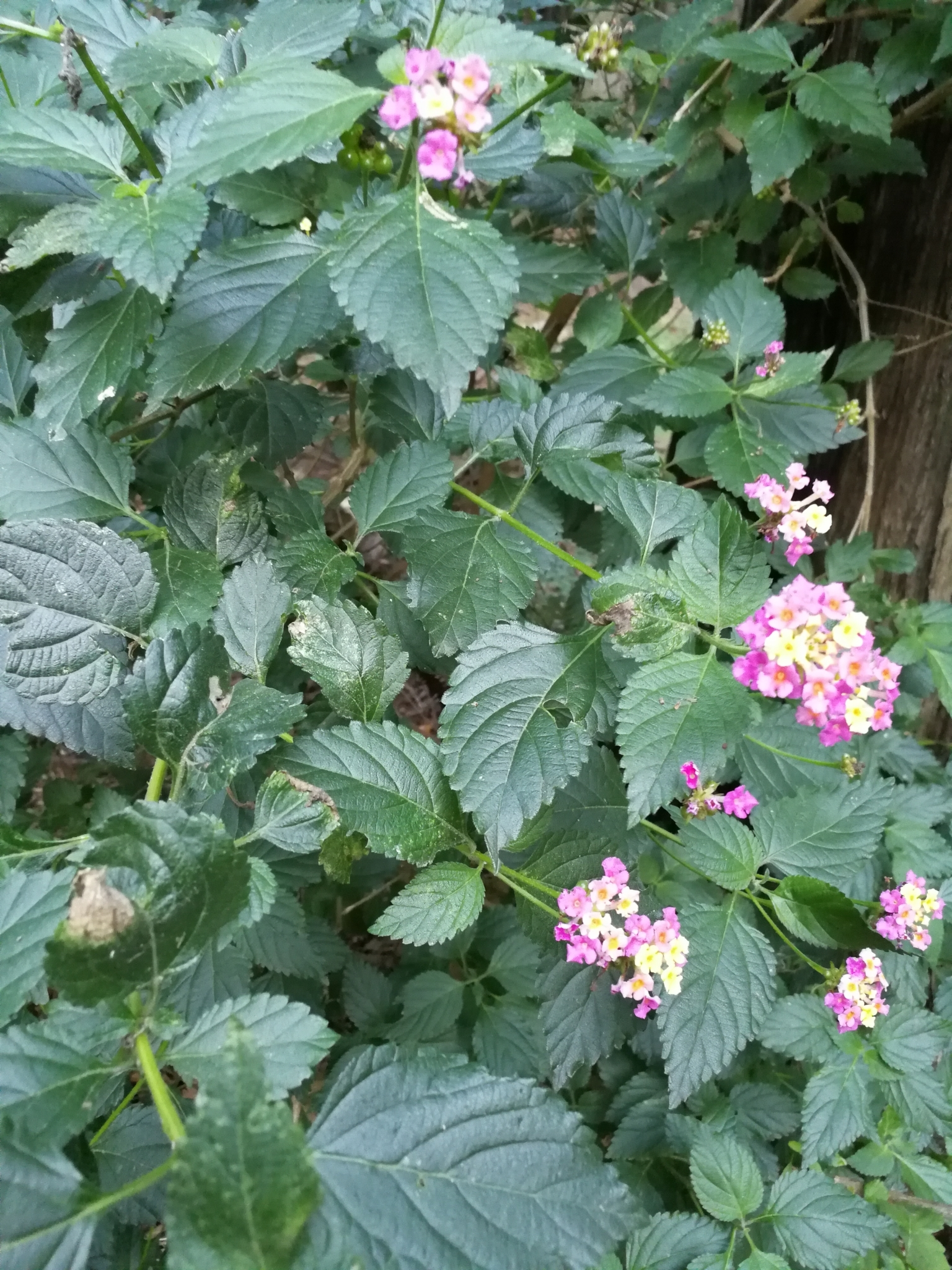
Lantana camara (cinco negritos), planta nativa de Argentina observada en el Arboretum

### Patios del arboretum
- 1 - Los Laureles
- 2 - El Ibirá Pitá
- 3 - Los Eucalyptus
- 4 - Las Tipas
- 5 - Las Camellias
- 6 - Los Robles
- 7 - La Araucaria
- 8 - El Molle
- 9 - Los Olmos
- 10 - El Bracho
- 11 - Los Podocarpus
- 12 - Las Palmeras
- 13 - La Maclura
- 14 - El Lapacho
- 15 - Las Paltas

### Índice de familias presentes en el arboretum[2]
- Lantana camara (cinco negritos), planta nativa de Argentina observada en el ArboretumDolichandra unguis-cati (conocida como uña de gato) planta nativa de Argentina observada en el ArboretumSalvia guaranitica planta nativa de Argentina observada en el ArboretumSolanum pseudocapsicum planta nativa de Argentina observado en el ArboretumAceraceae

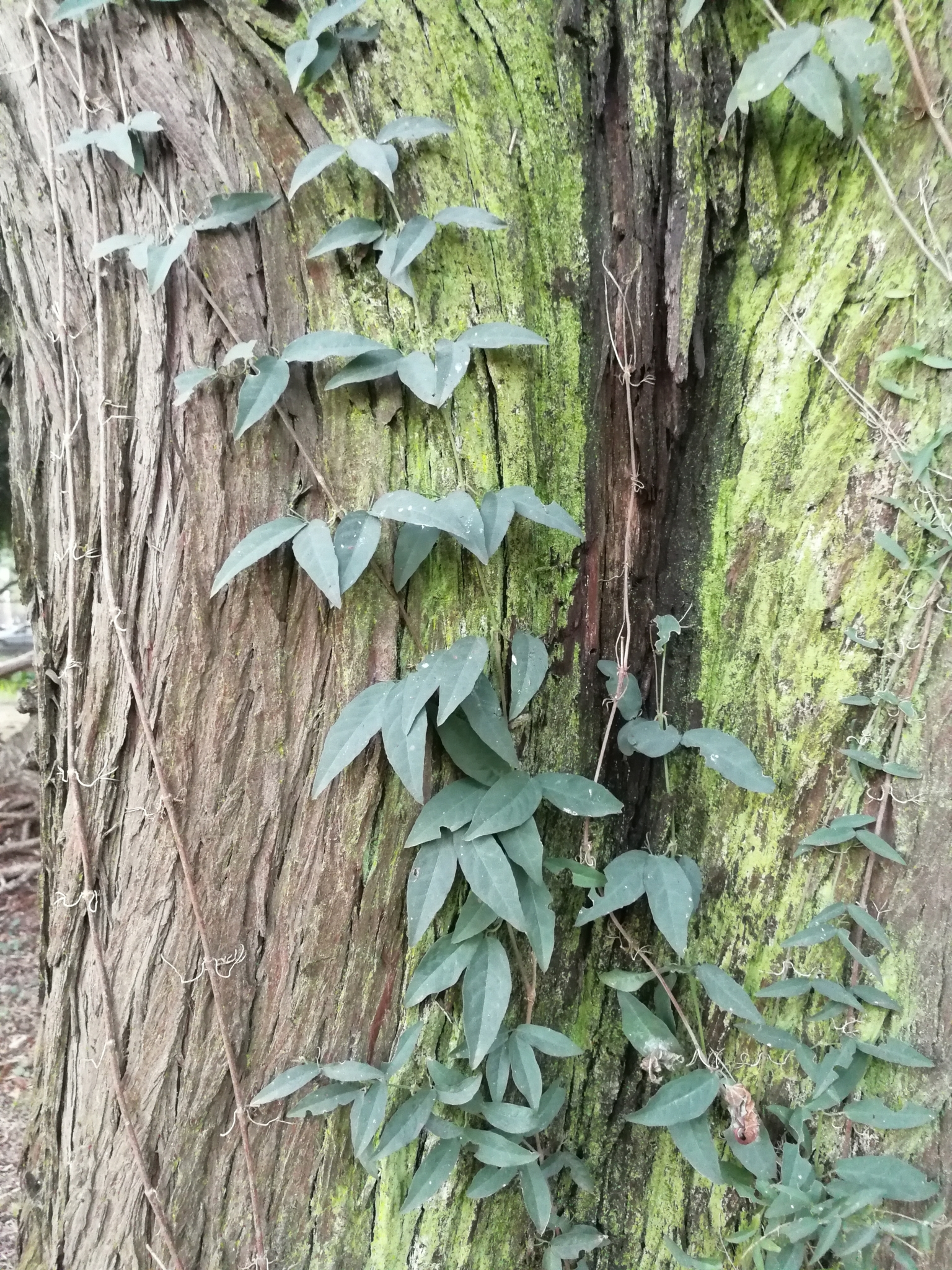
Dolichandra unguis-cati (conocida como uña de gato) planta nativa de Argentina observada en el Arboretum

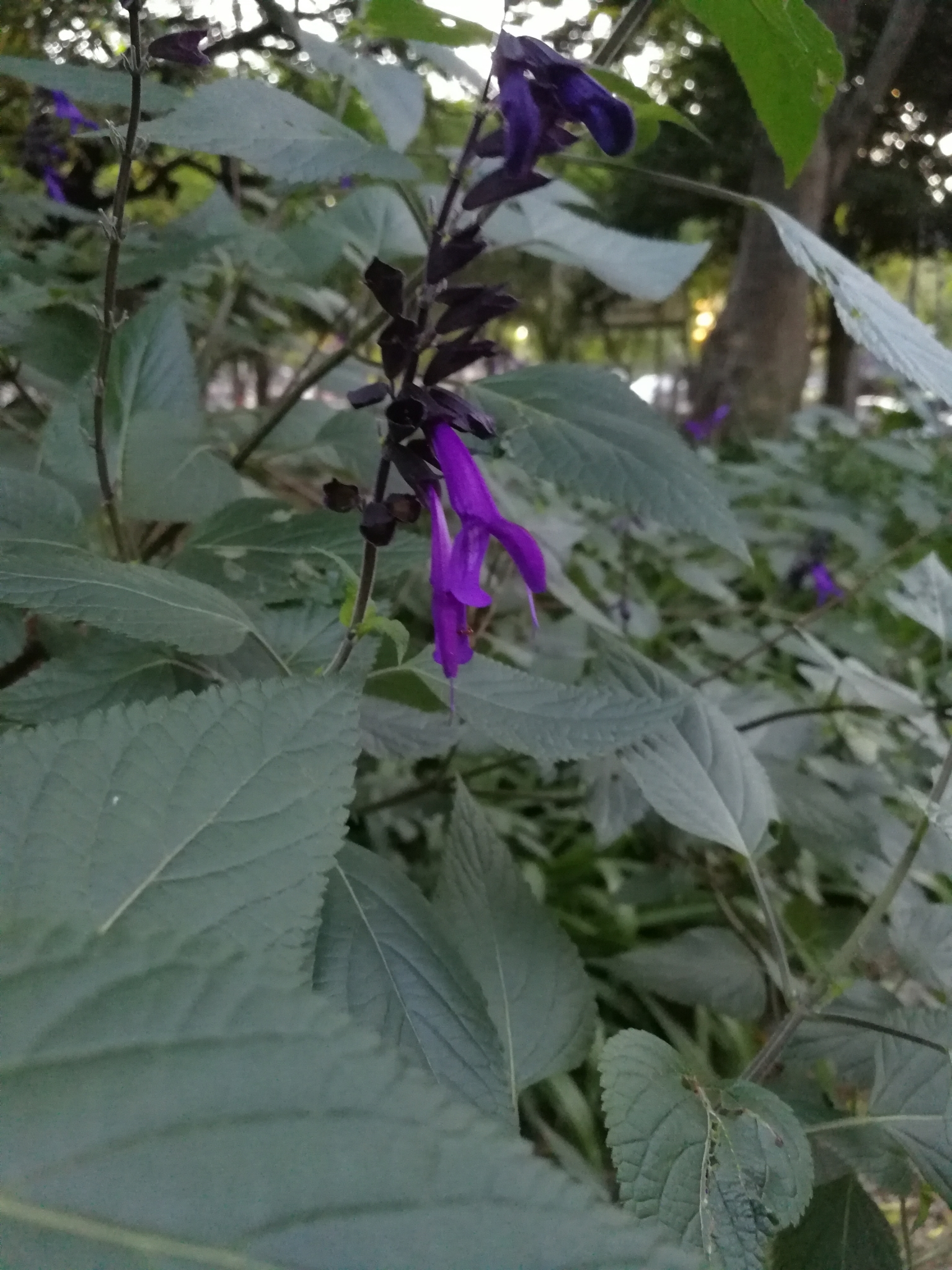
Salvia guaranitica planta nativa de Argentina observada en el Arboretum

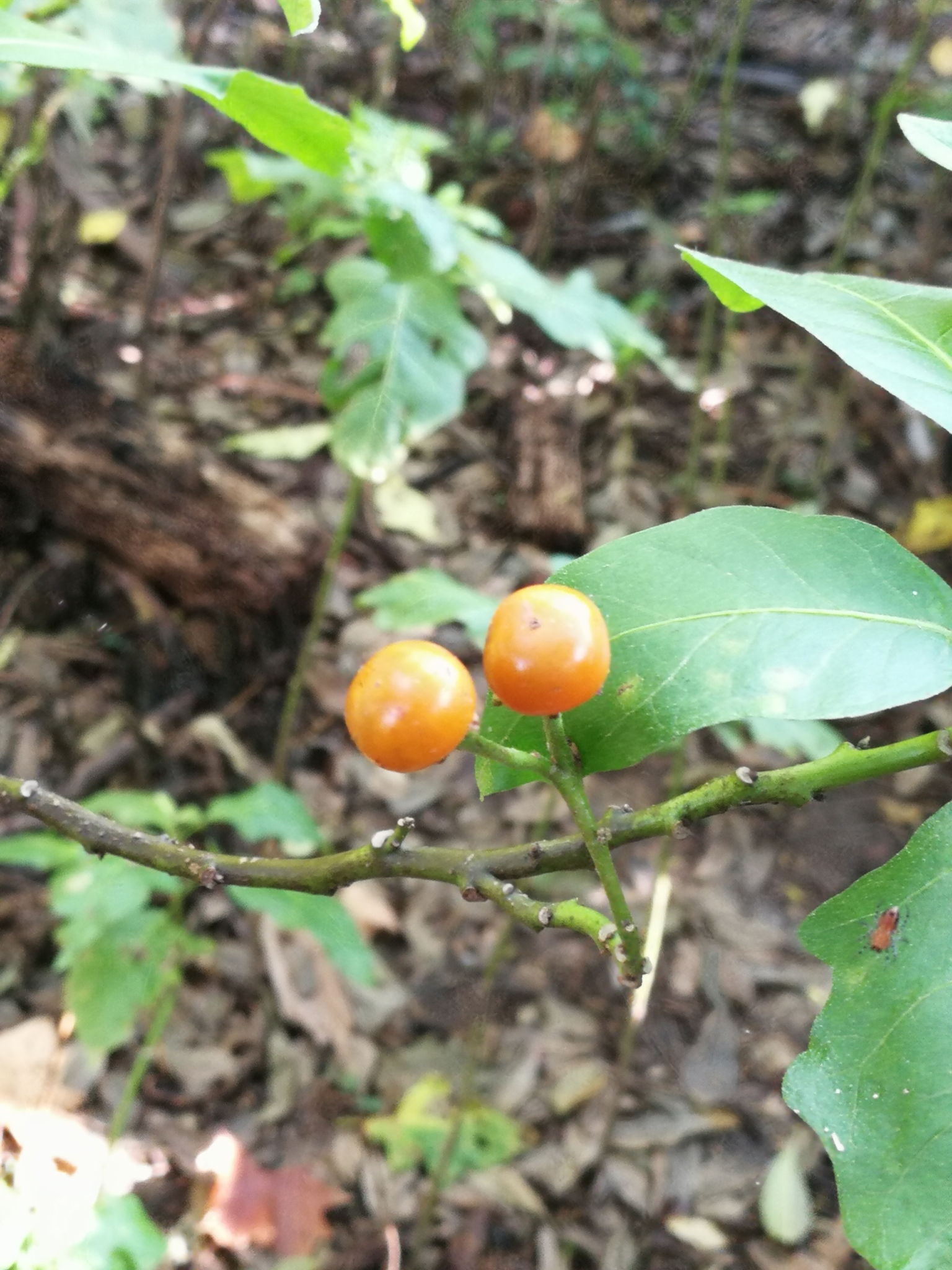
Solanum pseudocapsicum planta nativa de Argentina observado en el Arboretum

- Anacardiaceae
- Annonaceae
- Apocynaceae
- Aquifoliaceae
- Araliaceae
- Araucariaceae
- Bignoniaceae
- Bombacaceae
- Boraginaceae
- Buxaceae
- Caprifoliaceae
- Casuarinaceae
- Celastraceae
- Combretaceae
- Compositae
- Corynocarpaceae
- Cupressaceae
- Cycadaceae
- Ebenaceae
- Elaeagnaceae
- Euphorbiaceae
- Fagaceae
- Flacourtiaceae
- Ginkgoaceae
- Icacinaceae
- Juglandaceae
- Lauraceae
- Leguminosae
- Liliaceae
- Lythraceae
- Magnoliaceae
- Malvaceae
- Meliaceae
- Menispermaceae
- Moraceae
- Myrtaceae
- Oleaceae
- Palmae
- Phytolaccaceae
- Pittosporaceae
- Pinaceae
- Podocarpaceae
- Polygonaceae
- Proteaceae
- Punicaceae
- Rhamnaceae
- Rosaceae
- Rubiaceae
- Rutaceae
- Salicaceae
- Santalaceae
- Sapindaceae
- Sapotaceae
- Simaroubaceae
- Solanaceae
- Sterculiaceae
- Tamaricaceae
- Taxaceae
- Taxodiaceae
- Theaceae
- Tiliaceae
- Ulmaceae
- Verbenaceae

## Enlaces relacionados
- Facultad de Ciencias Agrarias y Forestales
- Ciudad de La Plata
- Paseo del Bosque